# 回生増幅
回生増幅または再生増幅（かいせいぞうふく、さいせいぞうふく、regenerative amplification）とは、レーザー科学の用語で、偏光板を使ってパルスを増幅させる方法。レーザー光で強力なパルスを作る時に使用される。
回生増幅以外の増幅方法として多重パス増幅がある。

## 関連
- チャープパルス増幅
- 光増幅器
- 利得切り替え
- モードロック
- Qスイッチ

## リンク
- RP Photonics encyclopedia article